# 佐鲍尔
佐鲍尔，是匈牙利诺格拉德州所辖的一个村。总面积18.17平方公里，总人口553，人口密度30.4人/平方公里（2011年1月1日）。